# 테살로니카 칙령
테살로니카 칙령(라틴어:Cunctos populos)은 로마 황제 3명이 서기 380년 2월 27일 니케아 기독교를 로마 제국의 국교로 삼는다는 포고문이다. 아리우스파와 같은 다른 기독교 교리를 미치광이의 이단으로 비난하고 그들의 박해를 승인했다.

## 배경
313년 황제 콘스탄티누스 1세는 동부의 정제인 리키니우스와 함께 밀라노 칙령을 발표하여 박해받는 기독교인들에게 종교적 관용과 자유를 부여하였다. 325년까지, 그리스도가 아버지의 신성한 본질을 소유하지 않고 오히려 원초적인 창조물이며 신에 종속된 실체라고 주장했던 그리스도교의 학파는 초기 기독교에서 콘스탄티누스가 니케아 공의회라고 부르면서 그 논란을 종식시키려는 시도로 충분히 널리 퍼지고 논란이 되었다. 제국 전체에 걸쳐, 즉 "생태적" 정통성을 확립하고자 의회는 아리우스파의 고백을 거부하고 그리스도가 "진정한 신"이며 "아버지와 하나의 본질"이라는 것을 지지한 니케아 신조의 원문을 제작했다."
그러나 교회 내부의 분쟁은 니케아로 끝나지 않았고 니케아 신경의 형식은 반아리우스 교인들 사이에서도 논쟁의 여지가 남아 있었다. 콘스탄티누스는 관용을 촉구하면서도 자신이 잘못된 쪽으로 이끌어왔다고 생각하기 시작했고, 니케아파들은 아리우스파들에 대한 그들의 열렬하고 상호적인 박해와 함께 실제로 교회 안에서 싸움을 계속하고 있었다. 콘스탄티누스는 죽음(337년)이 가까워질 때까지 세례를 받지 않았으며, 세례를 행할 니코메디아의 에우세비우스인 아리우스에게 적당히 동정하는 주교를 선택했다.
콘스탄티누스의 아들이자 동부 제국의 후계자인 콘스탄티우스 2세는 아리우스파에 편파적이었고, 심지어 친 니케아 주교들을 추방하기도 했다. 콘스탄티우스2세의 후계자 율리아누스 (이하 '배교자'라 함)는 콘스탄티누스1세가 개종한 후 유일한 비기독교인 황제로서 기독교를 배척하고, 종교다양성의 부활을 부추겨 교회를 분열시키고 영향력을 잠식하려 했으며, 자신을 '헬렌'이라고 칭하며 헬레니즘 종교를 지지하였다. 그는 유대교뿐만 아니라 로마의 전통적인 종교 숭배자들을 옹호했고, 나아가 다양한 비정통적인 기독교 종파와 분열운동에 대해 관용을 선언했다. 기독교 신자이며 율리아누스의 후계자인 요비아누스는 8개월 동안만 군림하고 콘스탄티노플 성에는 한 번도 들어가지 않았다. 그는 동쪽에서 아리우스파인 발렌스에 의해 계승되었다.
379년, 발렌스가 테오도시우스1세에 의해 계승되었을 때, 서부는 확고하게 니케아 기독교를 유지한 반면, 제국의 동쪽 절반에는 아리우스주의가 널리 퍼져 있었다. 히스파니아에서 태어난 테오도시우스1세는 그 자신이 니케아 기독교인이었으며 매우 독실한 사람이었다. 8월에 그의 서방측 상대인 그라티아누스는 서방의 이단 박해를 촉진했다.